# José Ladrönn
José Omar Ladrönn est un dessinateur mexicain de bande dessinée et de comics, né en 1967 à Minatitlán dans l’État de Veracruz (Mexique). En Europe, il est souvent crédité du seul patronyme de Ladrönn.
Outre la bande dessinée, pour laquelle il réalise également la mise en couleurs, il se consacre à la peinture.

## Carrière
José Ladrönn commence à travailler pour Marvel en 1996. Après avoir dessiné quelques épisodes de séries mainstream pour cet éditeur et pour son concurrent DC Comics, il réalise en 2000 la mini-série Inhumans écrite par Carlos Pacheco (en).
Sa rencontre en 2000 avec le scénariste Alejandro Jodorowsky est décisive puisqu’elle le conduira plus tard à reprendre les aventures de John Difool.
Lassé par les cadences imposées par les grands éditeurs, il rejoint en 2002 la société indépendante Active Images pour illustrer le comics Hip Flask (en), qui ne paraît qu’épisodiquement (trois numéros en quatre ans). Ce pachyderme, créé à l’origine par Richard Starkings comme mascotte publicitaire pour ses polices de caractères, a été décliné en personnage de comics coécrits par Starkings et Joe Casey. Ladrönn continue toutefois a réaliser de nombreuses couvertures pour Marvel et DC.
En 2002, Les Humanoïdes Associés lui confient les couvertures de la nouvelle édition des six tomes d’Avant l'Incal, suivies en 2003 par celles de L'Incal. À la suite de l’arrêt prématuré de la série Après l'Incal par Mœbius, Ladrönn en dessine une version remaniée par Jodorowsky, intitulée Final Incal, dont le premier tome sort en 2008.

## Œuvres

### En anglais
- Spider-Boy Team-Up (Marvel et DC, 1997)
- Cable #48-51, 53-55, 58-62, 64-70 (Marvel, 1997-1999)
- Legends of the DC Universe #22-23 (DC Comics, 1999)
- Inhumans Vol.3 #1-4 (Marvel, 2000)
- Hip Flask (Active Images)
  - Unnatural Selection (2002)
  - Elephantmen (2003)
  - Mystery City (2005)

### En français
Revues
- Amalgam (Semic, 1998)
- Cable (Marvel France)
  - Les damnés sont lâchés (1999)
  - Contrat Nemesis (1999)
- Superman : Transilvane (Semic, 2000)

Albums
- Hip Flask : Sélection contre nature (scénario de Joe Casey, Semic, 2003)
- Les Inhumains : Les Étoiles du destin (scénario de Carlos Pacheco, Marvel France, 2004)
- Les Larmes d’or dans Astéroïde Hurlant (album collectif, scénario d’Alejandro Jodorowsky, Les Humanoïdes Associés, 2006)
- Final Incal (scénario d’Alejandro Jodorowsky, Les Humanoïdes Associés)
  1. Les Quatre John Difool (2008)
  2. Louz de Garra (2011)
  3. Gorgo-le-sale (2014)
- Après l'Incal (scénario d’Alejandro Jodorowsky, Les Humanoïdes Associés)
  1.  Final Incal (2011)
  2. Gorgo-le-sale (2014)
- Une bien belle nuance de rouge t. 1 : Garance (album collectif, scénario de Mauricet, Bamboo coll. « Grand Angle », 2012)
- Elephantmen (scénario de Richard Starkings, Delcourt)
  1. Jouets de guerre (2013)
  2. Forces armées (2014)
- Les Fils d'El Topo (scénario d’Alejandro Jodorowsky, Glénat coll. « Grafica »)
  1. Caïn (2016)
  2. Abel (2019)

## Récompenses
- 2006 : Eisner Award du meilleur peintre ou artiste multimédias pour Hip Flask (en).